# 親日反民族行為者
親日反民族行為者是大韓民國根據《反民族行為處罰法》及《日帝強佔下反民族行為真相糾明相關特別法》設立的反民族行為特別調查委員會及親日反民族行為真相糾明委員會，評定朝鮮日治時期出賣國家給日本的人。

## 認定
親日反民族行為者是指:
1. 在1905年《乙巳五條約》，1907年《丁未七條約》及1910年簽訂《韓日合併條約》中立功並獲得相應地位的朝鮮人。
2. 在朝鮮日治時期當過日本國會議員、參與朝鮮總督府中樞院事務的人。
3. 殺害獨立運動人士者。

## 親日反民族行為者列表

### 朝鮮王族
- 李載冕（大韓帝國：興親王、日本：王公族）

### 朝鮮的閣僚
- 李完用（大韓帝國：内閣總理大臣、日本：侯爵）
- 尹德榮（大韓帝國：侍從院卿、日本：貴族院議員）
- 李根澤（大韓帝國：軍部・農商工・法部大臣・侍從武官長、日本：子爵）
- 李址鎔（大韓帝國：内部・農商工・法部大臣、日本：伯爵）
- 高永喜（大韓帝國：法部大臣・度支部大臣・内部大臣臨時署理、日本：子爵）
- 宋秉畯（大韓帝國：訓練院判官,農商工・内部大臣、日本：伯爵）
- 李秉武（大韓帝國：軍部大臣、日本：子爵）
- 趙重應（大韓帝國：法部・農商工部大臣、日本：子爵）
- 朴齊純（大韓帝國：外部・内部大臣、日本：子爵）

### 日本軍將校
- 洪思翊（大韓帝國：陸軍武官學校、日本：陸軍中將、在馬尼拉軍事法庭列為戰犯，判處死刑）
- 趙東潤（大韓帝國：侍從武官長、日本：陸軍中將・男爵）
- 李秉武（大韓帝國：陸軍副將、日本：陸軍中將）
- 趙性根（大韓帝國：陸軍參將、日本：陸軍中將）
- 魚潭（大韓帝國：陸軍正領、日本：陸軍中將）
- 李熙斗（大韓帝國：陸軍參將、日本：陸軍少將）
- 金應善（大韓帝國：皇太子陪從武官、日本：陸軍少將）
- 李應俊（大韓帝國：陸軍武官學校、日本：陸軍大佐、韓国：第一任大韓民國國軍參謀總長）

### 眾議院議員
- 朴春琴（朝鮮王朝：密陽漢文書塾・日語學校、日本：眾議院議員、韓國：在日本大韓民國民團中央本部顧問）

### 道知事
- 姜弼成 - 黃海道知事
- 高安彦 - 平安北道知事、平安南道知事、京畿道知事
- 高元勳 - 全羅北道知事
- 金寬鉉 - 忠清南道知事、咸鏡南道知事
- 金大羽 - 忠清北道知事
- 金秉泰 - 黄海道知事、全羅北道知事
- 金瑞圭 - 全羅南道知事、全羅北道知事、慶尚北道知事
- 金時權 - 咸鏡北道知事、全羅北道知事、江原道知事
- 金潤晶 - 忠清北道知事

### 其他
- 李光洙（思想家）
- 崔南善（文學家）
- 朴興植（企業家）
- 金永吉（歌手）

## 關連項目
- 親日派
- 親日反民族行為真相糾明委員會
- 日帝強佔下強制動員被害真相糾明委員會